# Runcinia escheri
Runcinia escheri là một loài nhện trong họ Thomisidae.
Loài này thuộc chi Runcinia. Runcinia escheri được Eduard Reimoser miêu tả năm 1934.